# گل گلاب (خلخال)
گل گلاب یک منطقهٔ مسکونی در ایران است که در دهستان خورش رستم شمالی واقع شده‌است. براساس سرشماری مرکز آمار ایران در سال ۱۳۹۵، گل گلاب ۸۱ نفر جمعیت دارد.